# Велики реторичари
Велики реторичари (фр. grands rhétoriquers) је назив који је осмишљен у XIX веку како би се описали дворски песници који су писали на француском језику од средине XV века до почетка XVI века. У самом почетку користио се за песнике који су писали у периоду између Франсоа Вијона и Клемана Мароа. Према Полу Зимтору, 1861. године Шарл Херико преузима назив ''реторичар'' из сатире Нова Права (фр. Droits Nouveaux) Гијама Кокијара, у којој је овај назив представљао магистрата. 

## Назив
Назив ''велики реторичари'' долази из публикације многобројних научних расправа на тему версификације које користе појам ''реторичар'' у својим насловима, као у Уметностима друге реторике (фр. Arts de seconde rhétorique), где друга реторика представља поезију, или народну реторику (то јест вернакуларну за разлику од прве реторике која се односи на прозу). Ови песнички приручници наговештавали су да је рима била облик или грана реторике.

## Начела
Они нису основали школу али, као блиски људи принчева и дипломата који су понекад и међусобно комуницирали, успоставили су упоредиве принципе писања. Ови песници живе на дворовима принчева и краљева. Били су плаћани да би показали своју вештину писања, али и да славе мецену који их храни. Велики реторичари нису формирали хомогену групу или организован књижевни правац. Постојале су велике разлике у индивидуалном плану стварања сваког реторичара. Међутим они показују велике сличности у песничком трагању и звучном експериментисању. У појединим текстовима њихов начин писања упоређен је са полифонијом у музици XV века из бургундске школе и франко-фламанске школе (на пример музика Жана Окегема). Њихова опчињеност књигом реторичких текстова Cоpia коју је написао Еразмо, игром речи и тешкоће тумачења њихових дела повезују велике реторичаре са личностима из Ренесансе попут Еразма Ротердамског и Раблеа. 

## Tехнике писања
Као иноватори потврђују виртуозност технике у својим опширним и пренатрпаним песмама, развијају метафоре, умножавају песничке игре речи (акростих, палиндром, тзв. песме гомиле, тзв. двосмислене риме, скакање с теме на тему...). Та заинтересованост за наведе елементе дозвољава да се истраже непознанице у француском језику у тренутку када се утврдио као језик: ове песме имају улогу у давању јасније слике језика.  

### Поезија великих реторичара
Поезија великих реторичара представља комплексну поезију која се одликује обиљем упадљивих песничких украса, а посебно комплексном версификацијом. Сами песници придавали су велики значај умешности стила и префињености версификације.  Ова поезија уточиште проналази у средњовековним строгим и често захтевним формама као што су баладе, краљевске песме али и рондои (кратка песма у којој се први део првог стиха понавља на крају строфа) или посланице. Овде се трага за богатим и захтевним римама, пре свега за двосмисленом римом (рима која произилази из игре речи), за леонинском римом (полустих се римује са крајем стиха), за крунисаном римом (последњи слог стиха понавља се два пута) или пак за везаном римом тзв. терца римом. Овој групи песника се приписује и унапређење смењивања мушких рима (стих се завршава било којим звуком сем немог е) и женских рима (стих се завршава немим е). Поезија великих реторичара, која се базирала на историјским и моралним темама, користила је и алегорију, снове, симболе и митологију за постизање дидактичког ефекта. Од свих елемената које су користили приликом писања, најуочљивија је смена прозе и поезије.

## Крај великих реторичара
Франсоа Вијон се различитим личним цртама разликује од великих реторичара, иако је, као и они, посећивао двор: двор Шарла Орлеанског у Блои, али без успеха. Одраз његове персоне развија се у песмама са до тада невиђеном версификацијом и разноврсношћу. Његово дело обнавља песнички жанр слово (фр. dit) који се развио са труверима и представља постепену исцрпљеност углађеног и витешког лиризма у XVI веку. 
Незаинтересованост за поезију великих реторичара објашњава се јачањем краљевског утицаја од Шарла VII на велике феодалце, иако је реално да је изазвана урбанизацијом становништва због разарања током Стогодишњег рата и преношењем богатстава услед инфлације и спекулација. Та пропаст проналази израз Франсоа Вијона код Пјера де Несона, Мишоа Тајвена, Пјера Шастелана или Жана Рењера (теме као што су несрећа, време које пролази и смрт). 
Крајем четрдесетих година XVI века, Плејада је сматрала велике реторичаре за представнике превазиђене средњовековне традиције (посебно Жоашен ди Беле у својој Одбрани и прослављању француског језика). Став Плејаде могао је да има и везе са припадношћу сталежу и јачањем националног осећања: бројни песници и писци који су спадали у велике реторичаре били су људи неплемићког порекла који су служили на двору у Бургоњи, док су песници окупљани око Ронсара били Французи међу којима су преовладавали песници племићког порекла.

## Поновно занимање за рад великих реторичара
Велики реторичари били су потпуно заборављени све док се није повратила заинтересованост за њих захваљујући стручњацима у XIX и XX веку, а различити радови, посебно они које је написао Пол Зимтор, помогли су да се рад великих реторичара не заборави због њиховог духа стварања и проучавања естетике. Савремене књижевне групе, укључујући ту и писце Улипо покрета који на неки начин наговештавају проучавање и и увежбавање стила, хвалиле су њихове игре речима и звучно експериментисање.

## Велики реторичари
Следећи писци сматрају се великим реторичарима:  
XIV век
- Гијом де Машо (око 1300-1377), композитор и књижевник који важи за претечу покрета. [5]

XV век
- Жан Роберте (1405-1492), на двору Бурбона
- Жорж Шателен (1415-1475), на двору у Бургоњи
- Анри Бод (1415-1490), на двору Француске
- Жан Мешино (1422-1490), на двору Бретање
- Оливје де ла Марш (1425-1502), на двору у Бургоњи
- Жан Молине (1435-1507), на двору у Бургоњи
- Октавиан де Сен-Желе (1468-1502)

XVI век
- Жан Маро (око 1450-1526), на двору Француске
- Гијом Кретан (око 1460-1525)
- Андре де ла Вињ (око 1470- 1526)
- Жан Лемер де Белж (1473-1524), на двору у Бургоњи, затим на двору Француске
- Пјер Гренгуар (1475-1539)
- Жан Буше (1476-1557)